# Décennie 1860 aux échecs
 Chronologie des échecs - décennie 1860-1869

## Année 1860
- Jusqu'en 1866, Adolf Anderssen est redevenu le champion du monde officieux avec pour rivaux principaux Ignác Kolisch et Szymon Winawer.

## Année 1861
- Wilhelm Steinitz remporte le tournoi de Vienne et devient champion d'Autriche.

## Année 1862
- Adolf Anderssen remporte à Londres le second tournoi international de l'histoire, organisé par Johann Löwenthal.

## Année 1866
- Wilhelm Steinitz défait Adolf Anderssen, devenant ainsi le champion du monde officieux. C'est le premier match où le temps imparti est mesuré par des pendules mécaniques. Steinitz restera le meilleur joueur du monde jusqu'en 1894, avec pour principaux rivaux Johannes Zukertort, Mikhaïl Tchigorine, Isidor Gunsberg et Joseph Henry Blackburne.

## Année 1867
- Première publication de La Stratégie, revue d'échecs française éditée jusqu'en 1940.
- Première fois où les parties nulles comptent pour ½ point.

## Année 1868
- Naissance d'Emanuel Lasker.